# ソエジマ隊員
ソエジマ隊員（そえじまたいいん、1976年6月8日 - ）は、松竹芸能に所属する日本のお笑いタレント・俳優。ニックネームは「新世界のダレビッシュ」。
大阪府吹田市出身。俳優としては、松竹芸能の俳優部に所属するとともに、本名の副島 隆吾（そえじま りゅうご）名義で活動している。

## 経歴
芸能界へのデビュー当初は、キャラクターショーのアルバイトのかたわら、俳優として舞台作品を中心に活動。松竹芸能の劇場支配人に「ダルビッシュ有に似ている」と言われたことから、同選手の形態模写を主体に、2010年頃からピン芸人としても活動するようになった。
ピン芸人としては、特撮ヒーローが好きなことにちなんで付けた「ソエジマ隊員」という名義で活動。公の場に姿を見せる場合には、ダルビッシュの所属球団（2016年現在はテキサス・レンジャース）のレプリカユニフォームを着ることが多い。
2013年4月からは、MBSテレビのスポーツ情報番組『カワスポ』で、「阪神全144試合完全制覇 おっかけタイガース!」（同年の阪神タイガース公式戦全144試合を球場で観戦する企画、以下「おっかけタイガース!」と略記）のリポーターに任命。それまでほぼ無名の存在であったが、観戦や放送を重ねるにつれて、タイガースのファンや現役選手・コーチの間で知名度が徐々に拡大。（MBSテレビを含む）在阪民放テレビ局でのタイガース戦中継でソエジマの応援姿をアップで映し出したり、『MBSタイガースライブ』（MBSラジオ）で同年8月からソエジマの声とメッセージによるジングルをタイガース戦中継の合間に流したりしていた。結局、ソエジマは、（クライマックスシリーズを含む）2013年度の阪神公式戦全試合観戦を達成。公式戦全144試合を観戦した直後には、当時の一軍監督・和田豊から、ソエジマを「タイガースの一員」として認める旨のVTRコメントを寄せられた。
2014年4月からは、毎週放送の『カワスポ』が月1回放送の『月刊カワスポ』に移行する関係で、「おっかけタイガース!」のリポーターをディレクターの比嘉晴香へ交代。和田に「タイガースの一員」として認知されたことから、『月刊カワスポ』では、新プロジェクトの「お役にたちタイガース!」でリポーターを務めた。
既婚者で、子育てに忙しい。趣味は特撮作品の鑑賞やスキューバダイビングなど。野球については、芸人としてダルビッシュの形態模写を披露していながら、『カワスポ』への出演を始めるまであまり詳しくなかったという。

## 出演番組・作品

### 過去

#### テレビ
- カワスポ →　月刊カワスポ（MBSテレビ、2013年3月29日 - 2014年10月） 
  - テレビ番組では自身初のレギュラー番組。『カワスポ』時代の2013年度には、プロ野球シーズン中に「おっかけタイガース!」のリポーターを務めたほか、阪神の2014年春季キャンプロケ（沖縄県宜野座村で収録、同年2月7日放送分）にも登場した。
  - 「おっかけタイガース!」で知名度が高まったにもかかわらず、2013年度のプロ野球オフシーズンには、上記のロケを除いて登場の機会がなかった。その一方で、MBSラジオで放送の関連番組『withタイガース　カワスポサタデー運動部!』には、2014年2月9日・3月8日放送分にゲストで出演。いずれの出演回でも、阪神にちなんだ新しいギャグを試しに披露した（後述）。
  - 『月刊カワスポ』へ移行後の2014年5月には、「お役にたちタイガース!」において、阪神の本拠地・阪神甲子園球場内野スタンド2階で営業中のショートパスタ専門店とのコラボレーションメニューとして「トビコと温玉の冷製ジェノベーゼパスタ」を考案。同月10日の巨人戦からプロ野球セ・パ交流戦終了までの期間限定メニューとして、阪神の主催試合開催日に1皿600円（消費税相当額を含む価格）で販売されている。
- 大阪マラソン2013～クイズで丸わかり!笑顔の42.195 km～（MBSテレビ、2013年10月27日）-　『カワスポ』のスタッフやレギュラー出演者が携わった第3回大阪マラソンの中継特別番組で、フルマラソンの部の沿道リポーターとして出演。

#### 舞台作品
- 松竹芸能俳優部公演「あひだ」（道頓堀ZAZA HOUSE、2013年2月15日 - 17日）[5]　 - 「副島隆吾」名義で出演

## 主な持ちネタ
前述の「おっかけタイガース!」で考案・披露した持ちネタを中心に記載。

### 形態模写のレパートリー
- ダルビッシュ有
- マット・マートン

### ものまねのレパートリー
- 田中邦衛

### ギャグ
ダルビッシュ関連
- 「～へやっテキサス!」
- 「～に勝っテキサス!」
- 「～を見テキサス!」
- 「～がすテキサス!」
- 「貯金が減っテキサス!」
- 「～したことア・リーグ? いや、ナ・リーグ!」
- 「コングラチュレンジャーズ」

阪神タイガース関連
- 「そんなことありマートン? ないマートン!」
- 「頑張りマートン!」
- 「助かりマートン」
- 「上からメッセンジャー!」
- 「京阪乗る人おけいはん、阪神おる人呉昇桓（オ・スンファン）!」[6]（前段は京阪電鉄のキャンペーンで実際に使われているフレーズ）
- 「玄関開けたら2分で呉昇桓」[7]（元ネタはサトウ食品「サトウのごはん」のテレビCMにおけるフレーズ「玄関開けたら2分でごはん」）
- 「首位 首位 ポッポ! 首位ポッポ!」（元ネタは童謡「汽車ポッポ」の歌詞）
- 「首位　首位　ガール」（元ネタは浅香唯「C-Girl」のサビの歌詞）
- 「首位　首位　首ダラダッタ　首ラ　首ラ　首位　首位　首位　首位ダ　首ダラダッタ　首ラ　首ラ　首位　首位　首位」（元ネタはハナ肇とクレージーキャッツ「スーダラ節」のサビの歌詞）